# Palazzi di Cannaregio

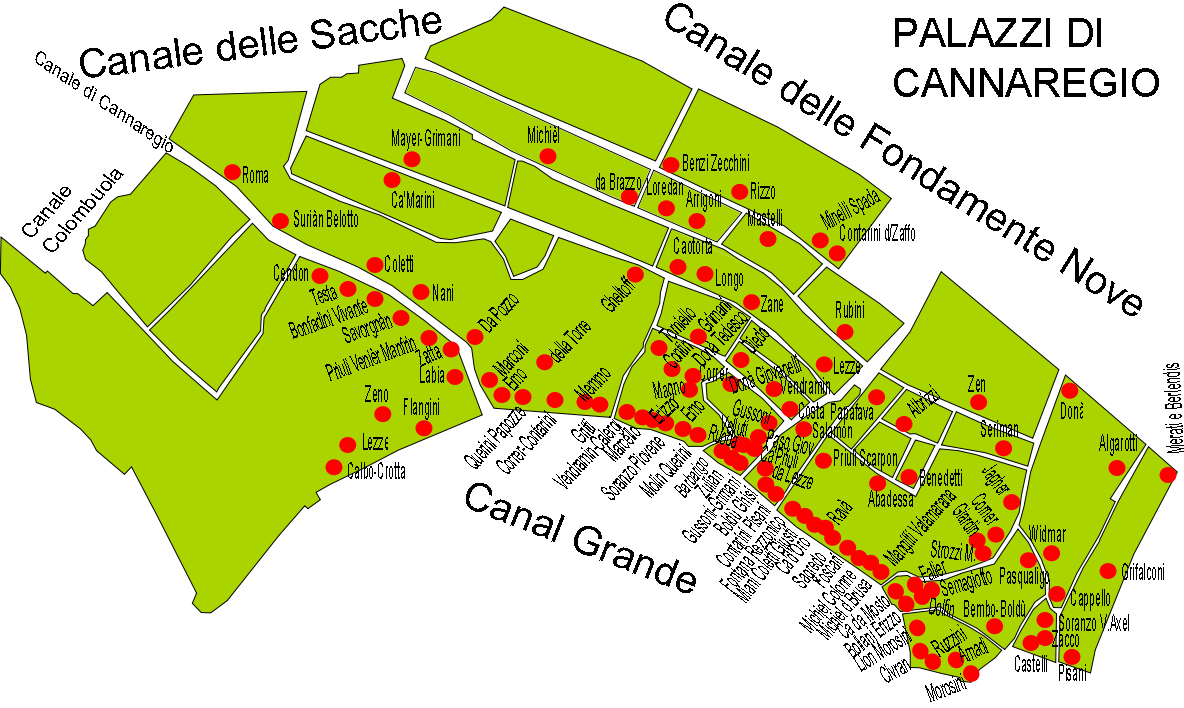
Mappa dei palazzi di Cannaregio

Qui di seguito la lista dei palazzi del sestiere di Cannaregio a Venezia con una certa importanza storica e/o architettonica:

## Lista

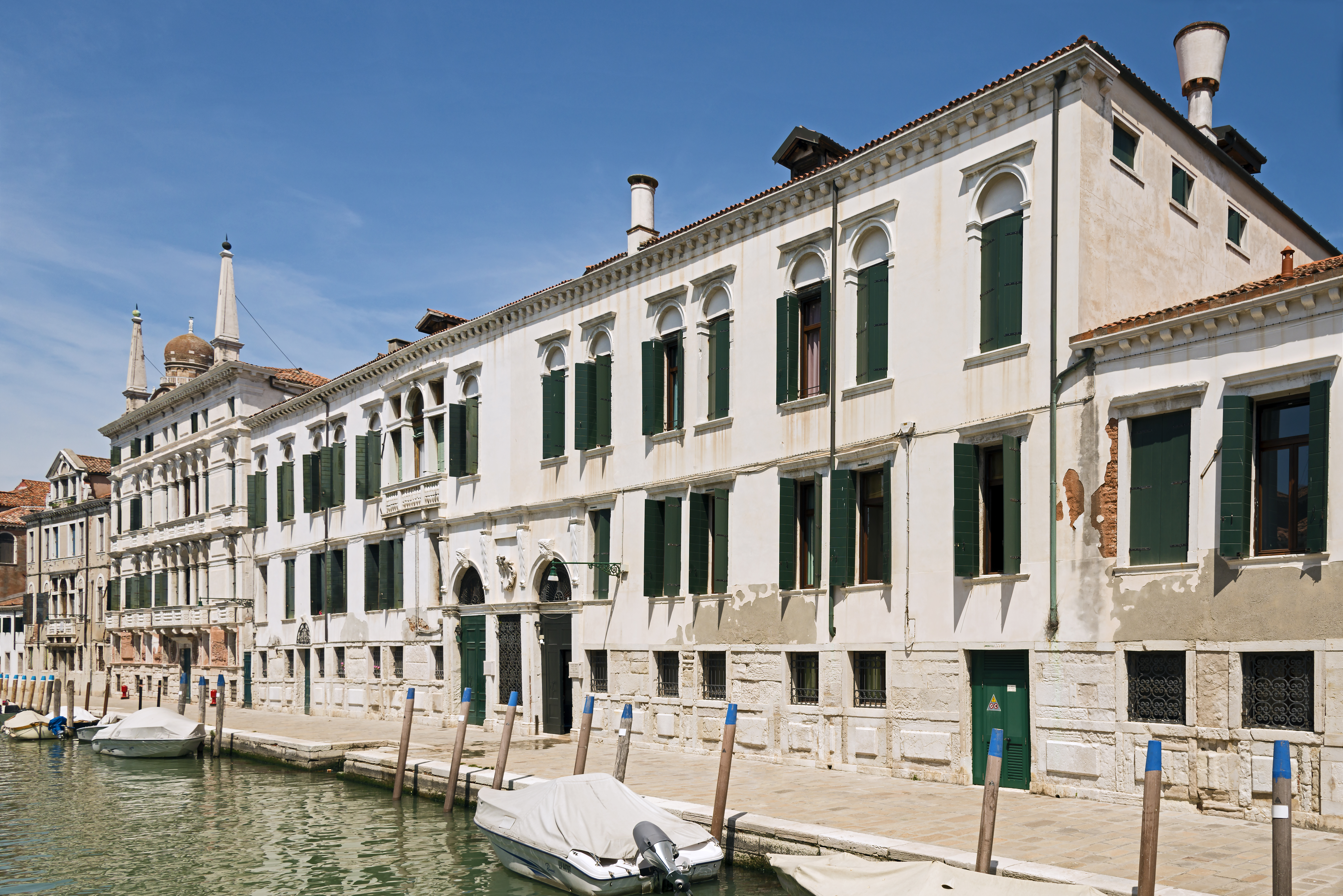
Palazzo Contarini Dal Zaffo

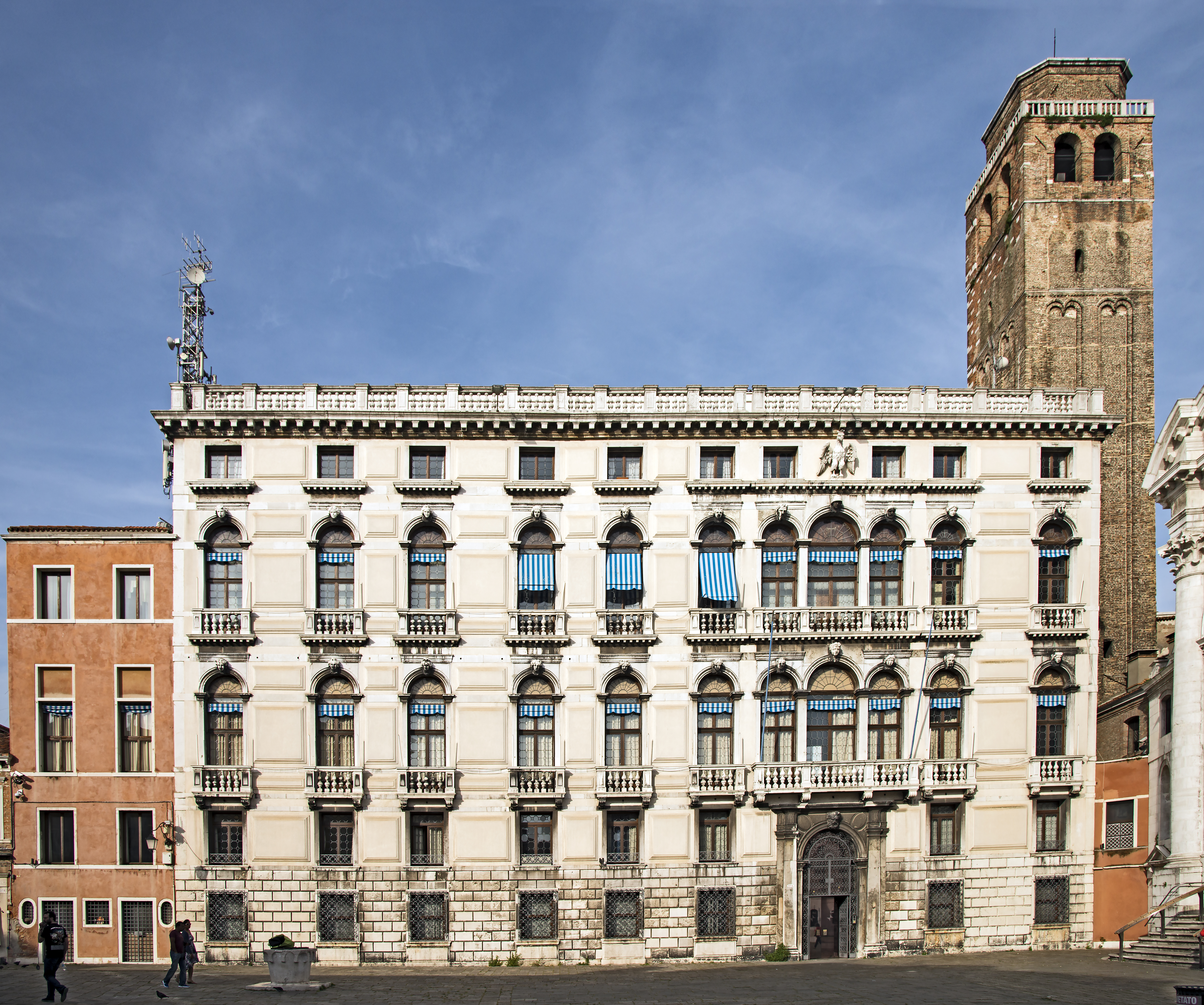
Palazzo Labia

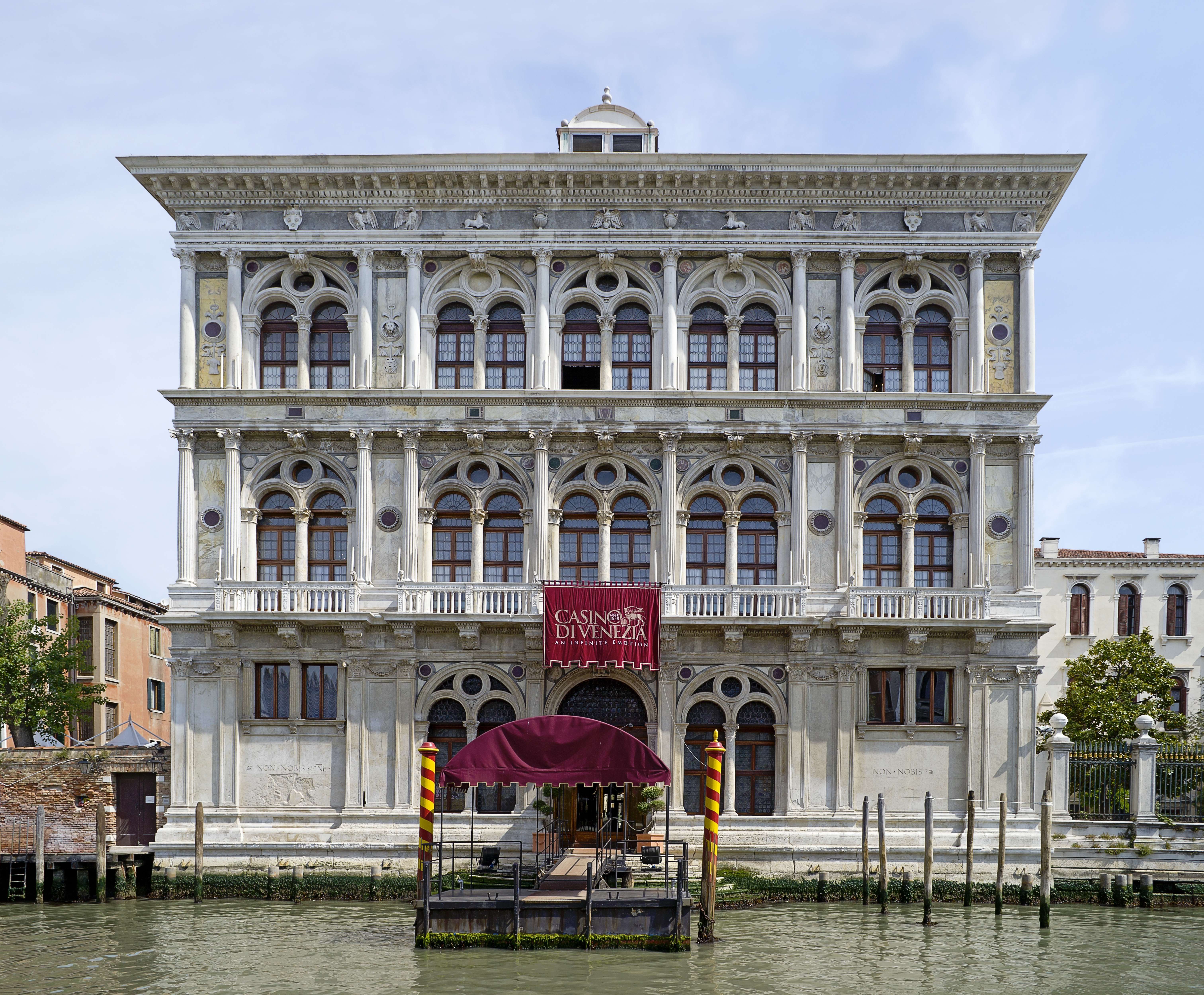
Palazzo Vendramin Calergi

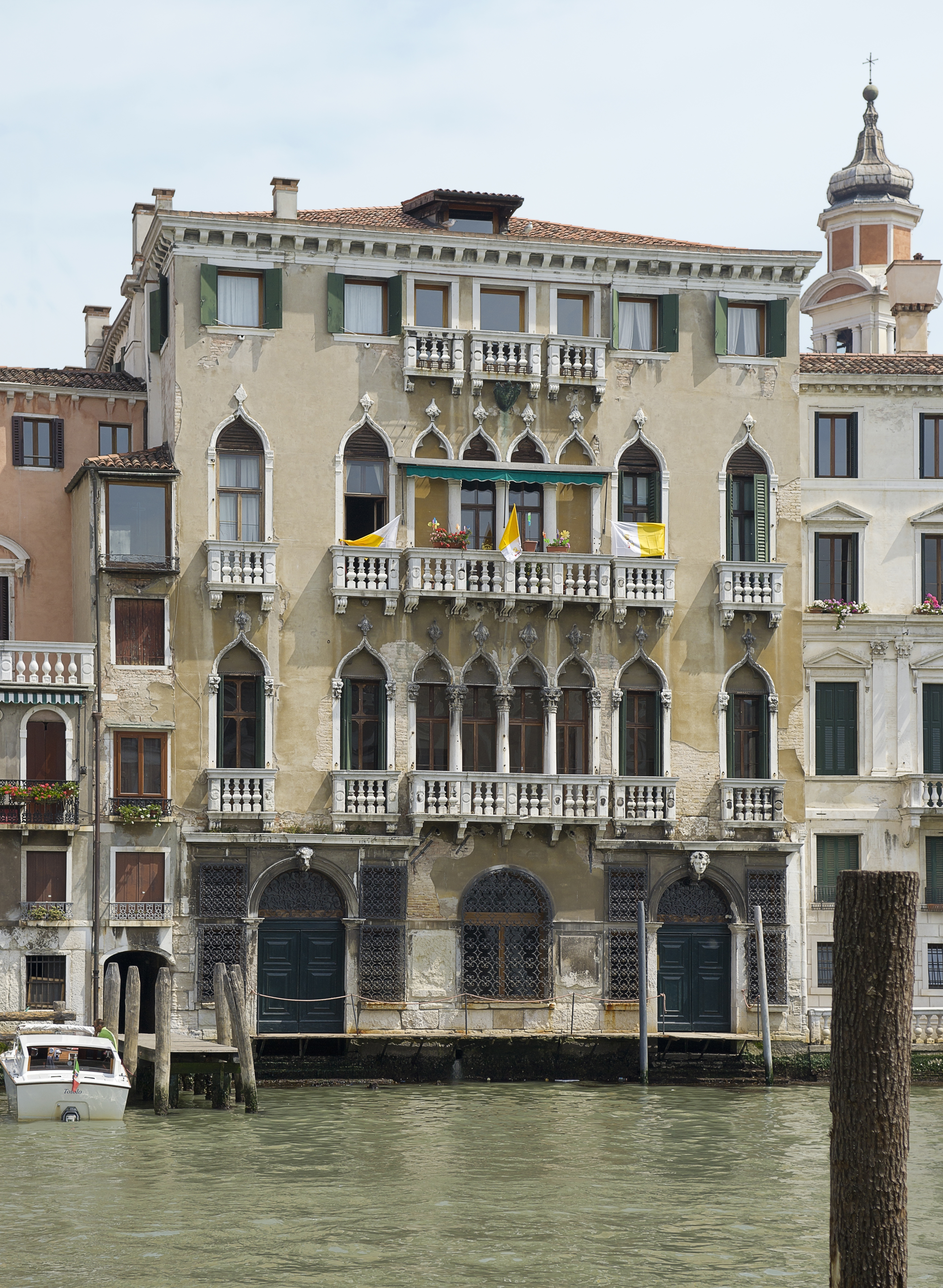
Palazzo Michiel del Brusà

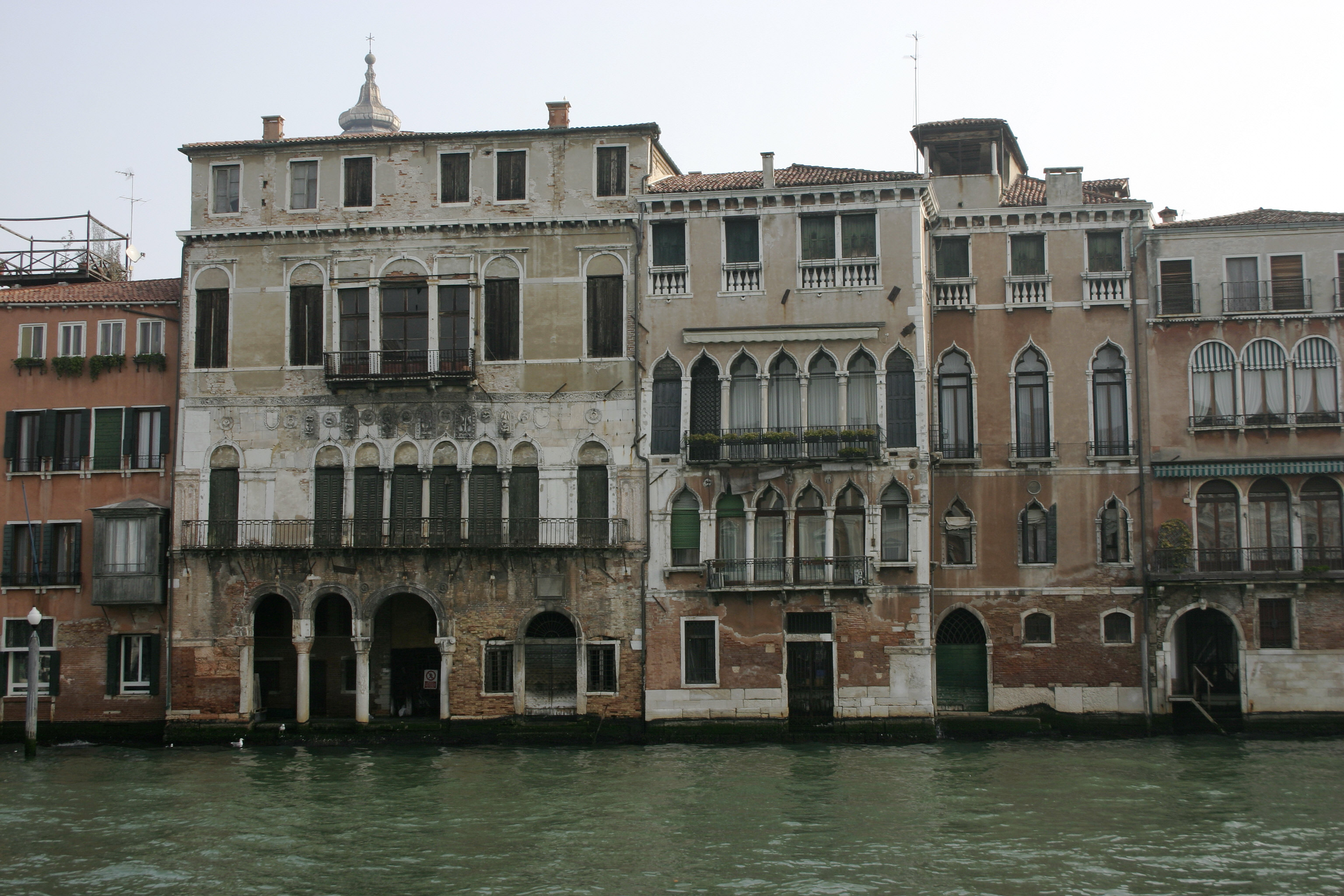
Ca' da Mosto

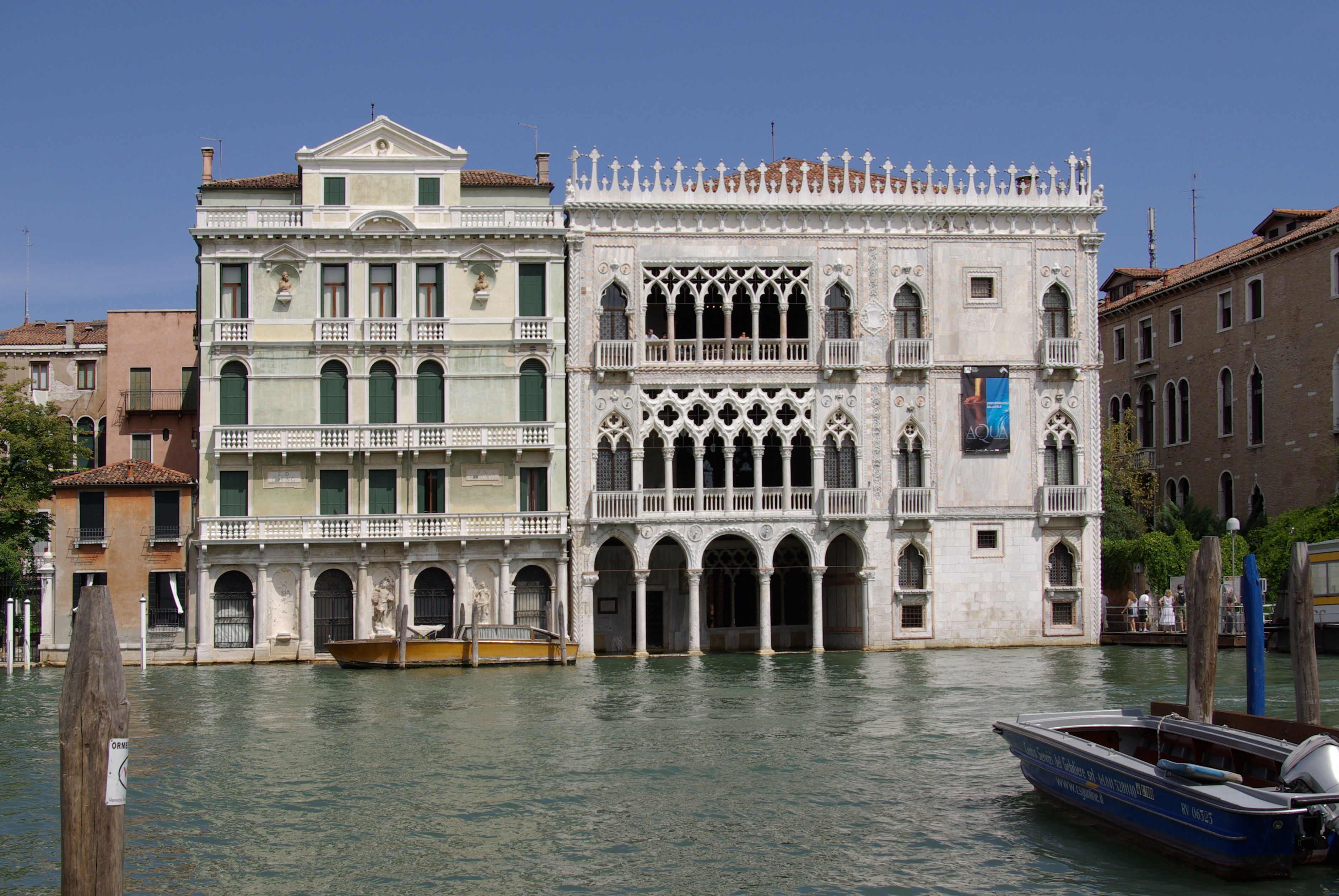
Palazzo Miani Coletti Giusti e la Ca' d'Oro

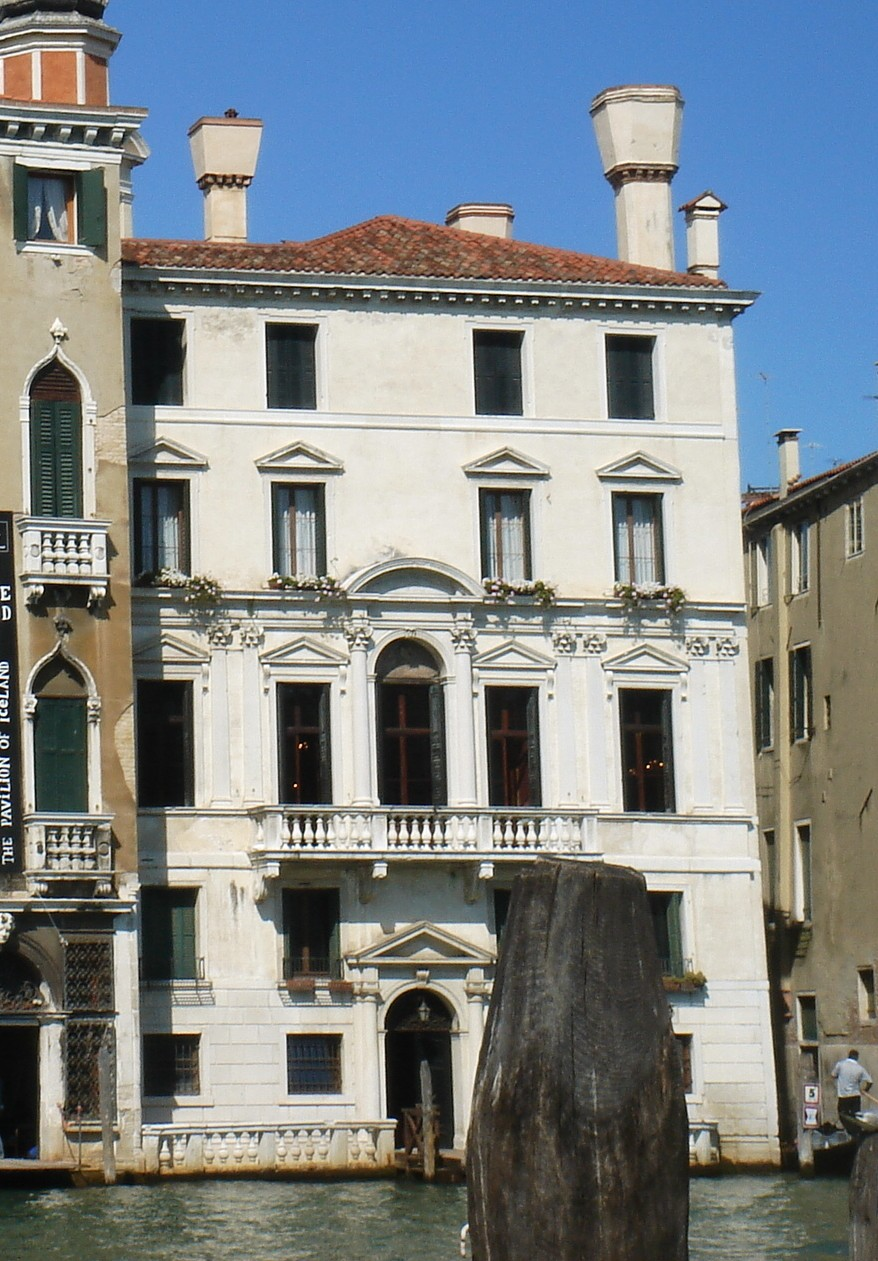
Palazzo Smith Mangilli Valmarana

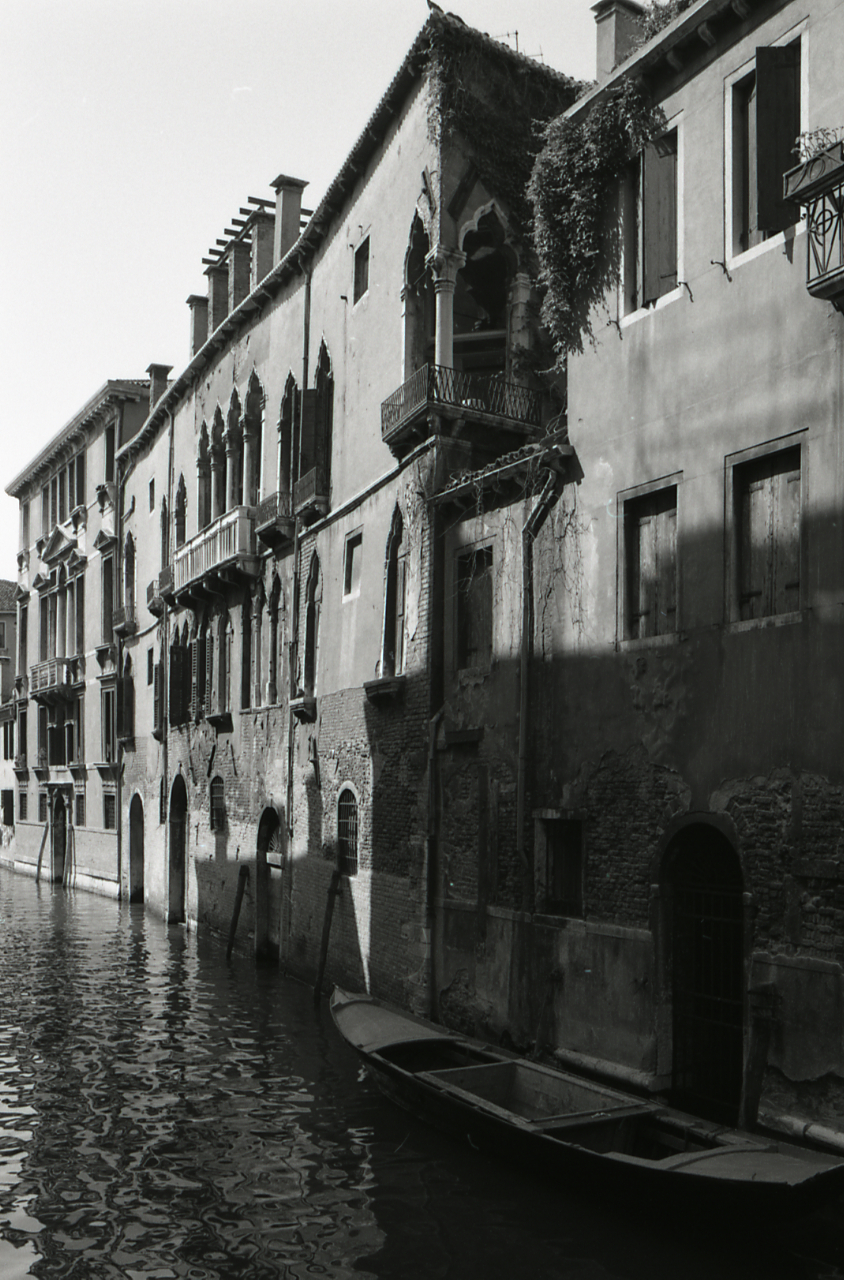
Palazzo Zacco. Foto di Paolo Monti, 1968.

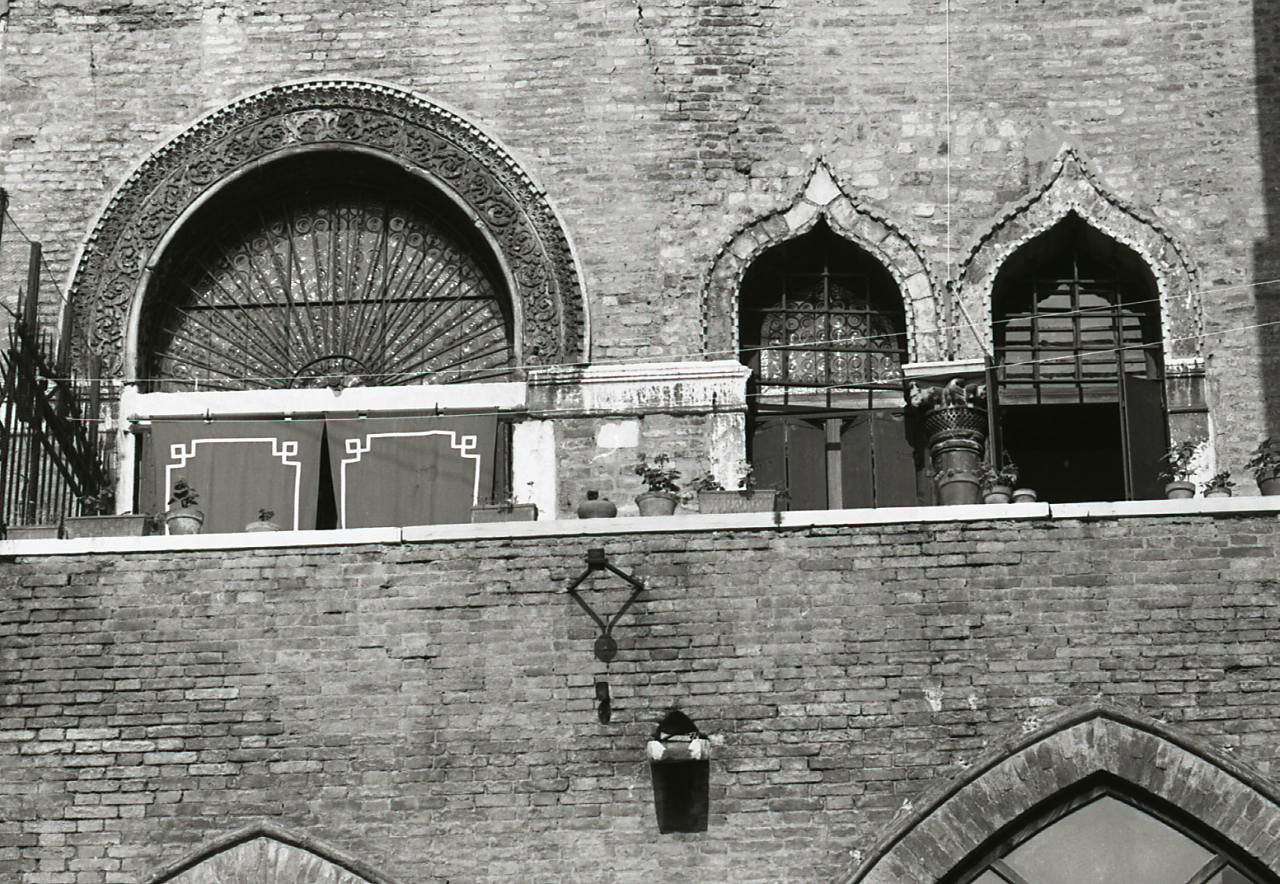
Palazzo Lion Morosini, dettaglio. Foto di Paolo Monti, 1969.

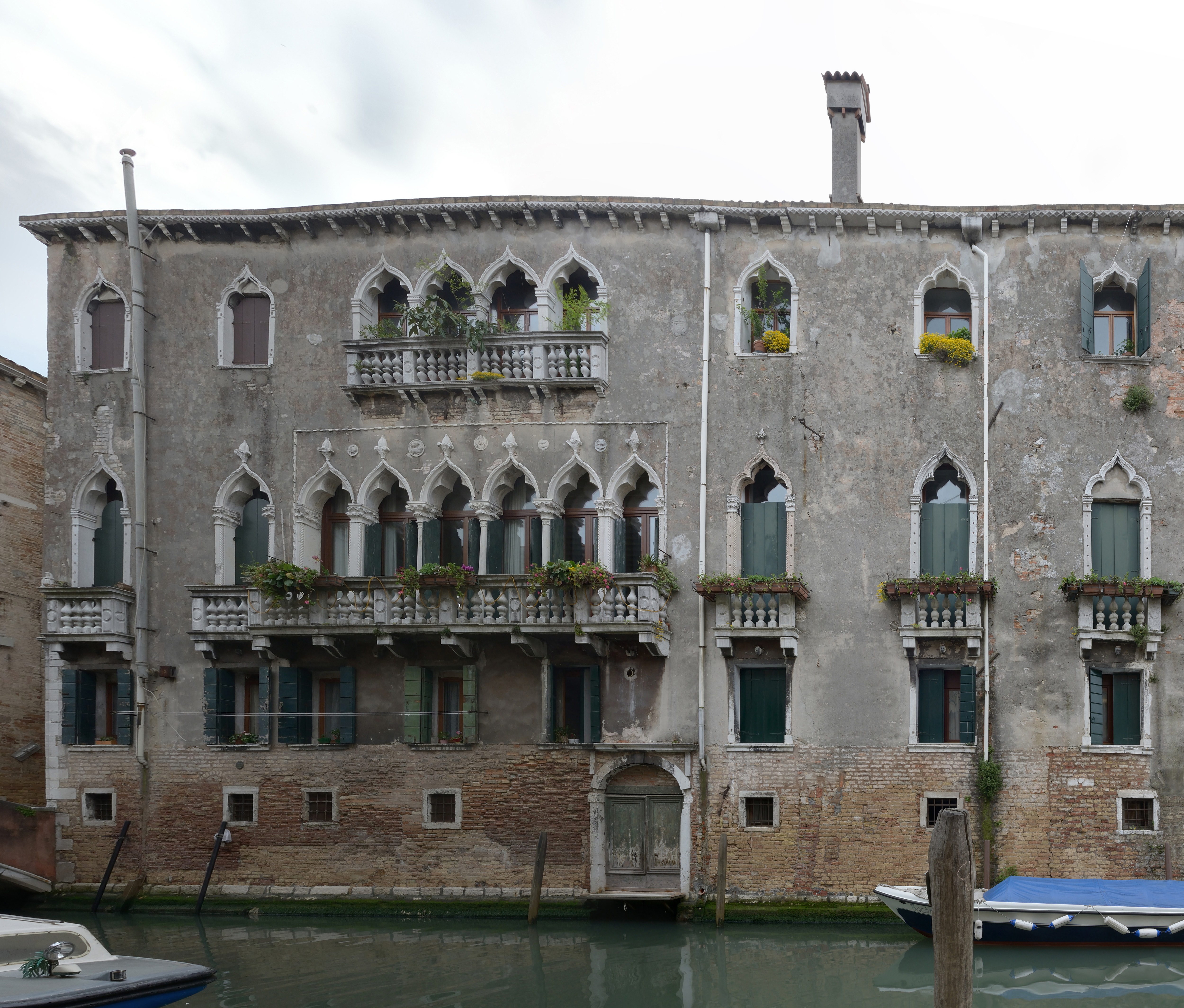
Palazzo Loredan Gheltoff

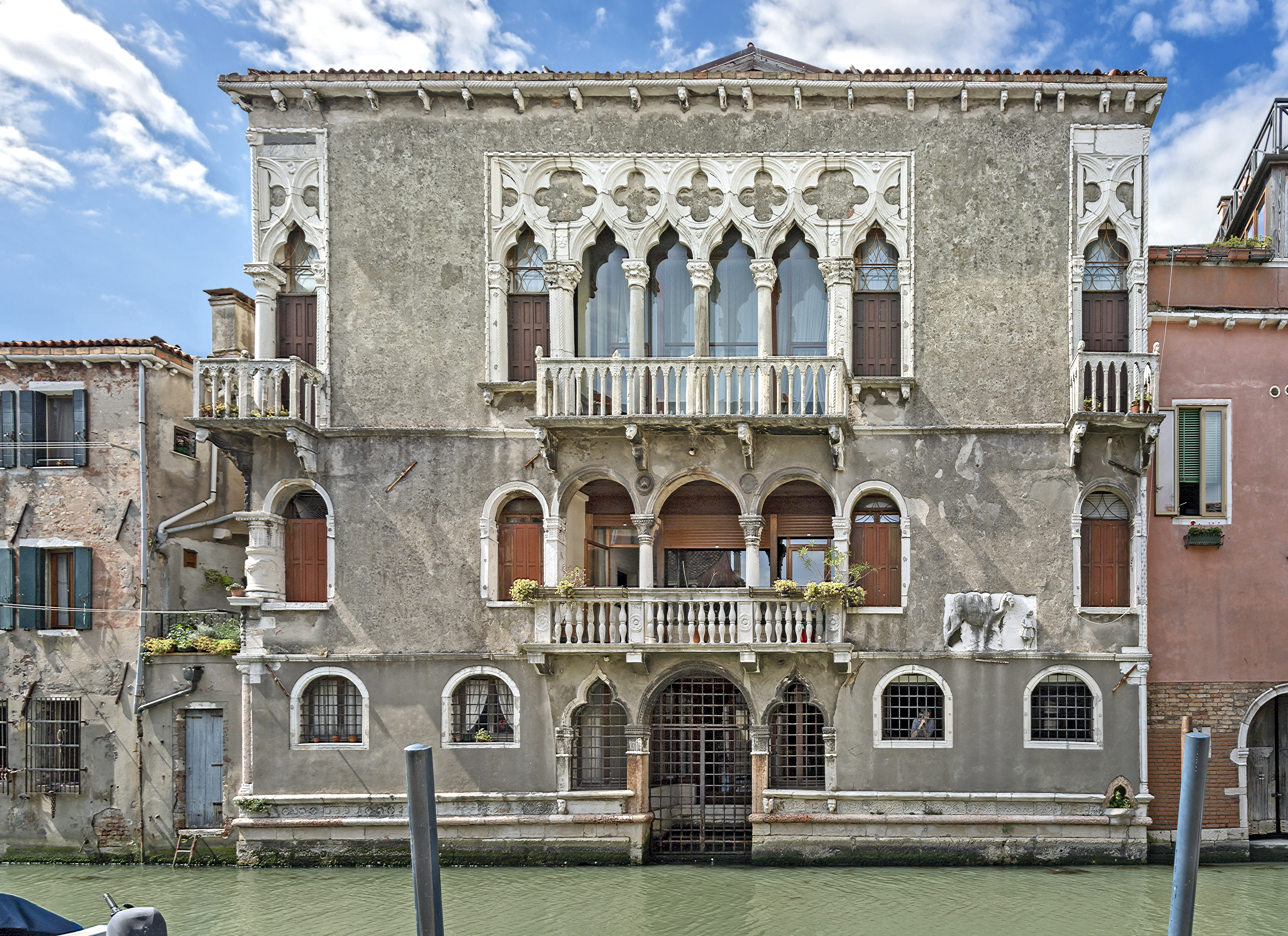
Palazzo Mastelli del Cammello

| Nome del palazzo                                   | Nome alternativo                                 | Secolo     | Numero anagrafico | Luogo                                            | Note                                                                                |
| -------------------------------------------------- | ------------------------------------------------ | ---------- | ----------------- | ------------------------------------------------ | ----------------------------------------------------------------------------------- |
| Ca' Caotorta                                       |                                                  |            | 2625              | fondamenta de la Misericordia                    | [ 1 ]                                                                               |
| Ca' Da Lezze                                       |                                                  |            | 2651              | fondamenta dei Ormesini                          | [ 1 ]                                                                               |
| Ca' Da Mosto                                       | Palazzo Da Mosto                                 | XIII       | 5628              | corte del Lion Bianco                            | [ 2 ] [ 3 ] [ 4 ] [ 5 ] [ 6 ] [ 7 ] [ 1 ] [ 8 ] [ 9 ] [ 10 ] [ 11 ] [ 12 ]          |
| Ca' Da Pozzo                                       | Palazzo Da Pozzo                                 | XIV        | 1291              | fondamenta de Cannaregio                         | [ 1 ] [ 9 ]                                                                         |
| Ca' Manzoni                                        | Palazzo Marconi                                  |            | 1554              | calle Emo                                        | [ 1 ] [ 2 ]                                                                         |
| Ca' Marini                                         |                                                  |            | 2967              | fondamenta Chiovere S. Girolamo                  | [ 1 ]                                                                               |
| Ca' Morosini del Giardin                           |                                                  |            | 4629b             | calle Valmarana                                  | [ 7 ]                                                                               |
| Ca' d'Oro                                          |                                                  | XV         | 3933              | calle de la Ca' d'Oro                            | [ 1 ] [ 2 ] [ 3 ] [ 4 ] [ 5 ] [ 6 ] [ 8 ] [ 10 ] [ 11 ] [ 12 ] [ 13 ] [ 14 ] [ 15 ] |
| Ca' Priuli                                         |                                                  |            | 2279              | calle Minio                                      | [ 1 ]                                                                               |
| Ca' Sagredo                                        | Palazzo Sagredo                                  | XIV-XV     | 4199              | campo S. Sofia                                   | [ 1 ] [ 2 ] [ 3 ] [ 4 ] [ 5 ] [ 16 ] [ 6 ] [ 8 ] [ 10 ] [ 11 ] [ 12 ] [ 14 ] [ 13 ] |
| Ca' Vendramin                                      | Palazzo Vendramin                                | XVII       | 2400              | fondamenta Vendramin                             | [ 1 ] [ 2 ] [ 14 ] [ 17 ]                                                           |
| Ca' Vendramin Calergi                              | Palazzo Vendramin Calergi                        | XVI-XVII   | 2040              | campiello Vendramin                              | [ 1 ] [ 2 ] [ 3 ] [ 5 ] [ 6 ] [ 7 ] [ 8 ] [ 9 ] [ 10 ] [ 11 ] [ 12 ] [ 13 ] [ 18 ]  |
| Ca' Zanardi                                        |                                                  | XVI        | 4132              | calle Zanardi                                    |                                                                                     |
| Case Amadi                                         |                                                  |            |                   |                                                  | [ 1 ]                                                                               |
| Casa Basso                                         |                                                  |            | 1509a-1511        |                                                  | [ 1 ]                                                                               |
| Casa Coin                                          |                                                  |            |                   |                                                  | [ 11 ]                                                                              |
| Casa Gatti Casazza                                 |                                                  |            | 1760              |                                                  | [ 1 ] [ 5 ] [ 11 ]                                                                  |
| Casa del Guardi                                    |                                                  |            | 5432-5433         |                                                  | [ 1 ]                                                                               |
| Casa Levi Morenos                                  |                                                  |            | 3698-3701         |                                                  | [ 1 ] [ 11 ]                                                                        |
| Casa Lucatello                                     |                                                  |            |                   |                                                  | [ 11 ]                                                                              |
| Case Morosini                                      | Palazzo Morosini                                 | XIV-XV     | 5825-5826         | corte Amadi                                      | [ 2 ] [ 9 ]                                                                         |
| Casa Perducci                                      | Ca' Perducci                                     |            | 5768              |                                                  | [ 1 ] [ 2 ] [ 5 ] [ 11 ]                                                            |
| Case dei Polo                                      | Casa di Marco Polo                               |            | 5845              |                                                  | [ 1 ] [ 2 ] [ 8 ] [ 10 ]                                                            |
| Casa Seguso                                        |                                                  |            |                   |                                                  | [ 11 ]                                                                              |
| Casa Spinazzi                                      |                                                  |            |                   |                                                  | [ 11 ]                                                                              |
| Casa del Tintoretto                                |                                                  |            | 3399              |                                                  | [ 1 ] [ 2 ]                                                                         |
| Casa del Tiziano                                   |                                                  |            | 5182              |                                                  | [ 1 ] [ 2 ]                                                                         |
| Casa Velluti                                       |                                                  |            |                   |                                                  | [ 11 ]                                                                              |
| Casa Volpi                                         |                                                  |            |                   |                                                  | [ 11 ]                                                                              |
| Casa Zago                                          |                                                  |            |                   |                                                  | [ 11 ]                                                                              |
| Casino degli Spiriti                               |                                                  |            |                   |                                                  | [ 1 ] [ 2 ] [ 8 ] [ 14 ]                                                            |
| Ex Macello Comunale                                |                                                  |            |                   |                                                  | [ 1 ] [ 2 ] [ 8 ] [ 19 ]                                                            |
| Ex Ospedale dei Crociferi                          |                                                  |            | 4905              |                                                  | [ 1 ] [ 2 ]                                                                         |
| Palazzo Albrizzi                                   | Palazzo Albrizzi Capello                         | XVI        | 4118              | Fondamenta Sant'Andrea                           | [ 1 ] [ 7 ] [ 14 ] [ 20 ]                                                           |
| Palazzo Algarotti                                  | Palazzo Corniani degli Algarotti                 | XVI        | 5356              | calle Stella                                     | [ 1 ] [ 2 ] [ 14 ]                                                                  |
| Palazzo Amadi                                      | Palazzetto Amadi                                 |            |                   |                                                  | [ 1 ] [ 2 ] [ 14 ]                                                                  |
| Palazzo Arrigoni                                   | Palazzo Arrigoni Caragiani                       | XV         | 3335-3336         | fondamenta de la Sensa                           | [ 1 ] [ 2 ] [ 14 ]                                                                  |
| Palazzo e Palazzetto Barbarigo                     | Palazzo Barbarigo                                |            |                   |                                                  | [ 1 ] [ 2 ] [ 5 ] [ 7 ] [ 8 ] [ 11 ] [ 14 ]                                         |
| Palazzo Bembo                                      |                                                  |            |                   |                                                  | [ 2 ]                                                                               |
| Palazzo Benci Zecchini                             |                                                  | XV         | 3458              | fondamenta de la Madona de l'Orto                | [ 1 ] [ 2 ] [ 21 ]                                                                  |
| Palazzetto Benedetti                               | Palazzo Benedetti                                | XV         | 4173              | ruga Do Pozi                                     | [ 1 ] [ 14 ]                                                                        |
| Palazzo Berlendis                                  |                                                  | XVII       | 6296              | sotoportego Berlendis                            | [ 1 ] [ 2 ] [ 14 ]                                                                  |
| Palazzo Boldù a San Felice                         | Palazzo Boldù Ghisi                              | XVII       | 3685              | calle Boldù                                      | [ 1 ] [ 2 ] [ 5 ] [ 8 ] [ 9 ] [ 11 ]                                                |
| Palazzo Boldù a Santa Maria Nova                   | Palazzo Bembo-Boldù                              |            | 6000              | Campiello Santa Maria Nova                       | [ 2 ]                                                                               |
| Palazzo Bollani Erizzo                             | Palazzo Bolani Erizzo                            | XIII       | 5662              | sotoportego Dolfin                               | [ 1 ] [ 2 ] [ 5 ] [ 11 ]                                                            |
| Palazzo Bonfadini Vivante                          |                                                  | XVI        | 462               | fondamenta S. Giobbe                             | [ 1 ] [ 14 ]                                                                        |
| Palazzo Bragadin Velluti                           | Casa Velluti                                     |            | 2268              | corte Zulian                                     | [ 1 ] [ 11 ]                                                                        |
| Palazzo Calbo Crotta                               | Palazzo Soranzo Calbo Crotta                     | XIV-XV     | 122               | rio terà Lista de Spagna                         | [ 1 ] [ 2 ] [ 5 ] [ 11 ] [ 14 ]                                                     |
| Palazzo Cappello                                   | Palazzo Cappellis                                |            | 5400              | ponte de la Panada                               | [ 1 ] [ 14 ]                                                                        |
| Palazzo Castelli                                   |                                                  | XVII       | 6091              | corte dei Miracoli                               | [ 1 ] [ 2 ] [ 14 ]                                                                  |
| Palazzetti Cendon                                  | Palazzo Cendon                                   | XIV        | 534-535           | calle Cendon                                     | [ 1 ] [ 14 ]                                                                        |
| Palazzo Civran                                     | Ca' Civran                                       | XVIII      | 5745              | calle Gustavo Modena                             | [ 1 ] [ 2 ] [ 5 ] [ 8 ] [ 9 ] [ 11 ] [ 13 ]                                         |
| Palazzo Coletti                                    |                                                  |            |                   |                                                  | [ 9 ]                                                                               |
| Palazzo Contarini Dal Zaffo                        | Palazzo Contarini dello Zaffo                    |            |                   |                                                  | [ 1 ] [ 2 ] [ 8 ] [ 10 ] [ 14 ]                                                     |
| Palazzo Contarini Pisani                           |                                                  |            | 3694-3696         | sotoportego del Tragheto                         | [ 1 ] [ 2 ] [ 5 ] [ 11 ]                                                            |
| Palazzo Contin                                     |                                                  | XV         | 2347              | rio terà ponte S. Antonio                        | [ 1 ] [ 2 ] [ 14 ]                                                                  |
| Palazzo Corner                                     |                                                  |            |                   |                                                  | [ 1 ]                                                                               |
| Palazzo Correr Contarini                           |                                                  | XVII       | 2214              | salizada S. Fosca                                | [ 1 ] [ 2 ] [ 7 ] [ 8 ]                                                             |
| Palazzo Correr Contarini Zorzi                     | Palazzo Correr Contarini                         |            | 1633              | calle Soranzo detta Correr                       | [ 1 ] [ 2 ] [ 3 ] [ 4 ] [ 5 ] [ 8 ] [ 11 ] [ 14 ]                                   |
| Palazzo Costa                                      |                                                  | XVI-XVII   | 2394              | fondamenta Vendramin                             | [ 9 ]                                                                               |
| Palazzetto Da Brazzo                               |                                                  |            | 3355              | fondamenta de la Sensa                           | [ 2 ]                                                                               |
| Palazzetto Da Lezze                                | Palazzo Da Lezze                                 | XVII       | 3681              | calle del Becher                                 | [ 1 ] [ 2 ] [ 5 ] [ 11 ]                                                            |
| Palazzo Da Lezze                                   | Palazzo Lezze                                    |            |                   |                                                  | [ 1 ] [ 2 ] [ 8 ] [ 10 ] [ 13 ] [ 14 ]                                              |
| Palazzo Da Mosto                                   |                                                  |            | 1535              | calle da Mosto o Balbi dai Colori                | [ 1 ] [ 2 ]                                                                         |
| Palazzo Della Torre                                |                                                  |            |                   |                                                  | [ 2 ]                                                                               |
| Palazzo Diedo                                      |                                                  |            |                   |                                                  | [ 1 ] [ 2 ]                                                                         |
| Palazzo e Palazzetto Dolfin                        | Palazzetti Dolfin                                |            | 5655              | calle de la Posta                                | [ 1 ] [ 2 ] [ 5 ] [ 11 ]                                                            |
| Palazzo Donà dalle Rose                            | Palazzo Donà dalle Rose sulle Fondamente Nove    | XVII       | 5038              | Fondamente Nove                                  | [ 1 ] [ 2 ] [ 7 ] [ 9 ]                                                             |
| Palazzo Donà Delle Rose alla Maddalena             | Palazzo Donà Tedesco                             | XVII       | 2343              | rio terá ponte S. Antonio                        | [ 1 ] [ 2 ] [ 14 ]                                                                  |
| Palazzo Donà Giovannelli                           | Palazzo Giovanelli                               | XV         | 2292              | campiello de la Chiesa                           | [ 1 ] [ 2 ] [ 7 ] [ 8 ] [ 10 ] [ 13 ] [ 14 ]                                        |
| Palazzo Emo a San Leonardo                         |                                                  |            | 1558              | calle Emo                                        | [ 1 ] [ 2 ] [ 8 ] [ 11 ]                                                            |
| Palazzo Emo alla Maddalena                         |                                                  |            | 2177              | calle del Tragheto                               | [ 1 ] [ 2 ] [ 5 ] [ 8 ] [ 9 ] [ 11 ]                                                |
| Palazzo Erizzo                                     | Palazzo Molin Erizzo                             |            |                   |                                                  | [ 1 ] [ 2 ] [ 5 ] [ 7 ] [ 8 ] [ 9 ] [ 11 ] [ 13 ]                                   |
| Palazzo Falier                                     |                                                  |            |                   |                                                  | [ 1 ] [ 2 ] [ 9 ]                                                                   |
| Palazzo Flangini                                   |                                                  | XVIII      | 252               | calle Flangini                                   | [ 1 ] [ 2 ] [ 5 ] [ 6 ] [ 11 ] [ 12 ] [ 14 ]                                        |
| Palazzo Fontana Rezzonico                          | Palazzo Fontana                                  | XVII       | 3829              | calle Fontana                                    | [ 1 ] [ 2 ] [ 5 ] [ 8 ] [ 11 ] [ 12 ] [ 13 ] [ 14 ]                                 |
| Palazzetto Foscari                                 | Palazzo Foscari                                  | XIV        | 4201              | campo S. Sofia                                   | [ 1 ] [ 2 ] [ 5 ] [ 8 ] [ 11 ] [ 12 ] [ 14 ]                                        |
| Palazzo Miani Coletti Giusti                       | Palazzo Giusti                                   | XVIII      | 3838              | calle Pali detta Testori                         | [ 1 ] [ 2 ] [ 11 ]                                                                  |
| Palazzo Giustinian Pesaro                          | Palazzo Pesaro                                   | XIV        | 3935              | calle de la Ca' d'Oro                            | [ 1 ] [ 2 ] [ 5 ] [ 11 ] [ 22 ]                                                     |
| Palazzetti Grifalconi                              | Palazzo Grifalconi                               | XV         | 6359              | calle de la Testa                                | [ 1 ] [ 2 ] [ 14 ]                                                                  |
| Palazzo Grimani                                    |                                                  |            |                   |                                                  | [ 1 ] [ 2 ]                                                                         |
| Palazzo Gritti                                     | Palazzo Gritti Dandolo                           |            |                   |                                                  | [ 1 ] [ 2 ] [ 5 ] [ 8 ] [ 11 ]                                                      |
| Palazzo Gussoni Grimani Della Vida                 | Palazzo Gussoni                                  | XVI        | 2277              | calle Minio                                      | [ 1 ] [ 2 ] [ 5 ] [ 6 ] [ 8 ] [ 11 ] [ 13 ] [ 14 ]                                  |
| Palazzo Jagher                                     |                                                  | XVI        | 4760A             | rio terà Barba Frutarol                          | [ 1 ] [ 14 ] [ 23 ]                                                                 |
| Palazzo Labia                                      |                                                  | XVII-XVIII | 275               | campo S. Geremia                                 | [ 1 ] [ 2 ] [ 3 ] [ 5 ] [ 6 ] [ 7 ] [ 8 ] [ 9 ] [ 10 ] [ 11 ] [ 12 ] [ 13 ] [ 24 ]  |
| Palazzo Lezze                                      |                                                  |            | 134               | rio terà Lista de Spagna                         | [ 2 ]                                                                               |
| Palazzo Lion                                       | Palazzo Lion Morosini                            |            |                   |                                                  | [ 1 ] [ 2 ] [ 8 ] [ 11 ]                                                            |
| Palazzo Longo                                      | Ca' Longo                                        | XV         | 2591              | fondamenta de la Misericordia                    | [ 1 ] [ 2 ] [ 14 ]                                                                  |
| Palazzo Loredan Gheltoff                           | Palazzo Gheltoff                                 | XIV        | 1864              | calle de l'Aseo                                  | [ 1 ] [ 2 ] [ 9 ]                                                                   |
| Palazzo Magno                                      |                                                  |            |                   |                                                  | [ 1 ] [ 2 ]                                                                         |
| Palazzo Manfrin Venier                             | Palazzo Priuli Venier Manfrin                    | XVIII      | 342-343           | fondamenta Venier                                | [ 1 ] [ 2 ] [ 8 ] [ 14 ]                                                            |
| Palazzo Marcello                                   | Palazzo Marcello del Majno                       |            |                   |                                                  | [ 1 ] [ 2 ] [ 5 ] [ 9 ] [ 11 ]                                                      |
| Palazzo Mastelli                                   | Palazzo Mastelli                                 |            | 3381              | calle dei Mori                                   | [ 1 ] [ 2 ] [ 3 ] [ 7 ] [ 8 ] [ 10 ]                                                |
| Palazzo Mayer Grimani                              | Palazzo Grimani                                  | XVI        | 3024              | fondamenta de le Capucine                        | [ 1 ] [ 2 ] [ 8 ] [ 9 ]                                                             |
| Palazzo Memmo Martinengo Mandelli                  | Palazzo Martinengo Mandelli                      | XVIII      | 1756-1757         | campo S. Marcuola fondamenta Gritti e Martinengo | [ 1 ] [ 2 ] [ 3 ] [ 5 ] [ 11 ] [ 14 ]                                               |
| Palazzo Merati                                     |                                                  | XVII       | 6293              | corte Berlendis                                  | [ 1 ] [ 10 ] [ 14 ]                                                                 |
| Palazzetto Michiel                                 |                                                  |            |                   |                                                  | [ 11 ]                                                                              |
| Palazzo Michiel                                    |                                                  |            |                   |                                                  | [ 2 ] [ 8 ] [ 14 ]                                                                  |
| Palazzo Michiel dalle Colonne                      | Palazzo Michiel delle Colonne                    | XVII       | 4314              | calle del Duca                                   | [ 1 ] [ 2 ] [ 3 ] [ 5 ] [ 8 ] [ 9 ] [ 11 ] [ 13 ]                                   |
| Palazzo Michiel del Brusà                          | Palazzo Michiel dal Brusà                        |            | 4391b             | Strada Nova                                      | [ 1 ] [ 2 ] [ 3 ] [ 5 ] [ 11 ] [ 12 ] [ 13 ]                                        |
| Palazzo Minelli Spada                              |                                                  | XVII       | 3536              | fondamenta Gaspare Contarini                     | [ 1 ] [ 2 ] [ 8 ] [ 14 ]                                                            |
| Palazzo Molin Querini                              | Palazzo Molin                                    | XVII       | 2179              | calle del Tragheto                               | [ 1 ] [ 2 ] [ 5 ] [ 8 ] [ 11 ] [ 14 ]                                               |
| Palazzo Nani                                       |                                                  | XVI        | 1105              | fondamenta de Cannaregio                         | [ 1 ] [ 2 ] [ 9 ]                                                                   |
| Palazzo Pasqualigo                                 |                                                  |            |                   |                                                  | [ 1 ] [ 9 ]                                                                         |
| Palazzo Pasqualigo Giovannelli                     |                                                  |            | 2290              | salizada S. Fosca                                | [ 1 ]                                                                               |
| Palazzo Pesaro Papafava                            |                                                  | XV         | 3764              | calle de la Racheta                              | [ 1 ] [ 2 ] [ 7 ] [ 14 ]                                                            |
| Palazzo Pisani                                     |                                                  | XV         | 6103              | calle de le Erbe                                 | [ 1 ] [ 2 ] [ 8 ] [ 14 ]                                                            |
| Palazzo Priuli Scarpon                             |                                                  | XVII       | 3729-3730         | calle larga del Dose Priuli                      | [ 1 ] [ 2 ] [ 14 ]                                                                  |
| Palazzo Priuli Stazio                              |                                                  | XVI        | 4013              | campiello Priuli                                 | [ 1 ] [ 14 ]                                                                        |
| Palazzo Querini                                    | Palazzo Querini Papozze                          |            | 1574              | campiello del Remer                              | [ 1 ] [ 2 ] [ 5 ] [ 8 ] [ 11 ]                                                      |
| Palazzo Rizzo Patarol                              | Palazzo Rizzo                                    |            | 3500              | fondamenta de la Madona de l'Orto                | [ 1 ] [ 2 ] [ 7 ]                                                                   |
| Palazzo Roma                                       |                                                  |            | 923               | fondamenta de Cannaregio                         | [ 2 ]                                                                               |
| Palazzo Rubini                                     |                                                  | XVII       | 3554              | fondamenta de l'Abazia                           | [ 1 ] [ 2 ] [ 14 ]                                                                  |
| Palazzo Ruoda                                      |                                                  | XVII       | 2256              | corte Bragadin                                   | [ 1 ] [ 2 ] [ 5 ] [ 11 ]                                                            |
| Palazzo Ruzzini                                    |                                                  |            | 5783-5784         | salizada S. Giovanni Grisostomo                  | [ 1 ] [ 2 ] [ 5 ] [ 11 ]                                                            |
| Palazzo Salamon                                    |                                                  | XV         | 3611              | calle Salamon                                    | [ 1 ] [ 14 ]                                                                        |
| Palazzo Savorgnan                                  |                                                  | XVII       | 349               | fondamenta Savorgnan                             | [ 1 ] [ 2 ] [ 8 ] [ 14 ] [ 25 ] [ 26 ]                                              |
| Palazzo Sceriman                                   | Palazzo Zeno                                     | XV         | 168               | rio terà Lista de Spagna                         | [ 1 ] [ 2 ] [ 27 ]                                                                  |
| Palazzo Seriman                                    | Palazzo Sceriman                                 |            | 4851              | Salizada Seriman                                 | [ 1 ] [ 2 ] [ 14 ]                                                                  |
| Palazzo Sernagiotto                                | Casa Benvenuti                                   |            | 5722              | calle Sernagiotto                                | [ 1 ] [ 2 ] [ 5 ] [ 11 ]                                                            |
| Palazzo Smith Mangilli Valmarana                   | Palazzo Mangilli Valmarana Smith                 | XVIII      | 4392              | Strada Nova                                      | [ 1 ] [ 2 ] [ 3 ] [ 6 ] [ 8 ] [ 11 ] [ 13 ] [ 14 ]                                  |
| Palazzo Soranzo Piovene                            | Palazzo Soranzo                                  |            | 2176              | calle Piovene                                    | [ 1 ] [ 2 ] [ 5 ] [ 8 ] [ 11 ]                                                      |
| Palazzo Soranzo Van Axel                           | Palazzo Sanudo Van Axel                          | XV         | 6099              | fondamenta Sanudo                                | [ 1 ] [ 2 ] [ 7 ] [ 8 ] [ 10 ] [ 13 ] [ 14 ]                                        |
| Palazzo Strozzi Morosini                           |                                                  |            | 4503              | sotoportego del Tragheto                         | [ 1 ]                                                                               |
| Palazzo Surian Bellotto                            | Palazzo Surian                                   | XVII       | 967               | fondamenta de Cannaregio                         | [ 1 ] [ 2 ] [ 8 ] [ 14 ]                                                            |
| Palazzo Testa                                      |                                                  | XV         | 468               | fondamenta S. Giobbe                             | [ 1 ] [ 2 ] [ 14 ] [ 28 ]                                                           |
| Palazzo Torniello                                  |                                                  | XVI        | 2370              | calle Tornielli                                  | [ 1 ] [ 14 ]                                                                        |
| Palazzo Widmann                                    | Palazzo Widmann Rezzonico                        | XVII       | 5403              | fondamenta Widmann                               | [ 1 ] [ 2 ] [ 7 ] [ 8 ] [ 10 ] [ 14 ]                                               |
| Palazzo Zacco                                      |                                                  |            |                   |                                                  | [ 2 ] [ 9 ]                                                                         |
| Palazzo Zane                                       |                                                  |            |                   |                                                  | [ 1 ] [ 14 ]                                                                        |
| Palazzetto Zatta                                   |                                                  |            | 328-330           | fondamenta Labia                                 | [ 1 ]                                                                               |
| Palazzo Zen                                        | Palazzi Zen                                      | XVI        | 4922              | fondamenta Zen                                   | [ 1 ] [ 2 ] [ 7 ] [ 8 ] [ 9 ] [ 13 ]                                                |
| Palazzo Zulian                                     | Palazzo Zulian Priuli                            |            | 2253              | corte Barbaro                                    | [ 1 ] [ 2 ] [ 5 ] [ 11 ]                                                            |
| Scuola dei Dodici Apostoli                         |                                                  |            |                   |                                                  | [ 2 ] [ 29 ]                                                                        |
| Scuola dei Fenestreri                              |                                                  |            |                   |                                                  | [ 29 ]                                                                              |
| Scuola dei Lucchesi                                |                                                  |            |                   |                                                  | [ 2 ] [ 29 ]                                                                        |
| Scuola dei Mercanti                                | Scuola di San Cristoforo, dell'Arte dei Mercanti |            | 3519-3520         |                                                  | [ 1 ] [ 2 ] [ 8 ] [ 29 ] [ 30 ] [ 31 ]                                              |
| Scuola dei Morti                                   |                                                  |            | 252b              |                                                  | [ 1 ] [ 2 ] [ 11 ] [ 29 ]                                                           |
| Scuola dei Pittori                                 |                                                  |            | 4186-4190         |                                                  | [ 29 ] [ 31 ]                                                                       |
| Scuola dei Tessitori di Tela                       |                                                  |            |                   |                                                  | [ 29 ]                                                                              |
| Scuola del Cristo                                  |                                                  |            | 1723              |                                                  | [ 2 ] [ 8 ] [ 29 ] [ 30 ]                                                           |
| Scuola del Santissimo Sacramento ai Santi Apostoli |                                                  |            |                   |                                                  | [ 29 ]                                                                              |
| Scuola dell'Angelo Custode                         |                                                  |            | 4449              |                                                  | [ 1 ] [ 2 ] [ 8 ] [ 29 ] [ 30 ]                                                     |
| Scuola della Beata Vergine della Pietà             |                                                  |            | 619               |                                                  | [ 29 ]                                                                              |
| Scuola della Beata Vergine della Visitazione       |                                                  |            | 2491-2494         |                                                  | [ 29 ]                                                                              |
| Scuola di San Bernardino                           |                                                  |            | 626               |                                                  | [ 29 ]                                                                              |
| Scuola di Sant'Alvise                              |                                                  |            | 3204              |                                                  | [ 2 ] [ 29 ]                                                                        |
| Scuola nuova di Santa Maria della Misericordia     | Scuola Grande della Misericordia                 |            | 3599              |                                                  | [ 1 ] [ 2 ] [ 7 ] [ 8 ] [ 29 ] [ 30 ]                                               |
| Scuola vecchia di Santa Maria della Misericordia   | Scuola vecchia della Misericordia                |            | 3550-3551         |                                                  | [ 1 ] [ 2 ] [ 8 ] [ 29 ] [ 30 ]                                                     |
| Stazione Ferroviaria Santa Lucia                   |                                                  | XIX-XX     | 23                |                                                  | [ 1 ] [ 2 ] [ 8 ]                                                                   |
| Villa Groggia                                      |                                                  |            | 3161              |                                                  | [ 1 ] [ 32 ]                                                                        |